# アルトゥル・シュナーベル・コンクール
アルトゥル・シュナーベル・コンクール(Artur-Schnabel-Wettbewerb)はドイツのベルリン芸術大学在学生対象のドイツ国内ピアノコンクール。かつてはハンス・アイスラー音楽大学ベルリン在学生も出場できていた時代があるのは事実だが、2024年現在は事実上ベルリン芸術大学の学内コンクールであり、受賞者はベルリン芸術大学の学生に限定されている。

## 概要
学内コンクールを報道する例は東京音楽大学やジュリアード学院のように珍しくないが、アルトゥル・シュナーベル・コンクールは多くの上位入賞者が国際コンクールに羽ばたいていった異例のコンクールである。しかしながら、学内で行われている性格からか、同門下の学生ばかりが受賞するようになり、国際的な地位は低下しつつある。
学内コンクールではあるものの、賞金は支払われるが、躊躇なく分割授与がなされる。
過去の第一位受賞者には北村朋幹が含まれる。

## 過去の第一位受賞者
- 1986年Hie-Yon Choi
- 1987年該当者なし
- 1989年田部京子
- 1990年Markus Groh
- 1992年Daniel Goiti
- 1994年Cristina Marton
- 1995年Karina Jermaka
- 1997年岡田将
- 1998年Severin von Eckardstein
- 2000年該当者なし
- 2001年Gergely Bogányi
- 2002年該当者なし
- 2004年Benjamin Moser, アレクサンドル・ヤコブレフ(同着)
- 2005年Mi-Yeon Lee
- 2007年Eugen Dietrich, Li-Chun Su
- 2008年該当者なし
- 2010年Herin Sung, Kyoko Kaise[1]
- 2011年該当者なし
- 2013年該当者なし
- 2014年北村朋幹[2]
- 2016年Chao Wang
- 2017年該当者なし
- 2019年Zhora Sargsyan
- 2020年Shaun Choo, Mo Zhou
- 2022年Girim Choi, Kyoungsun Park